# Martina Di Giuseppe
Martina Di Giuseppe (* 10. Februar 1991 in Rom) ist eine italienische Tennisspielerin.

## Karriere
Di Giuseppe spielt hauptsächlich auf der ITF Women’s World Tennis Tour. Dort gewann sie bislang sieben Einzel- und sechs Doppeltitel.
2019 scheiterte sie zu Beginn des Jahres bei der Qualifikation zum Dameneinzel bereits in der ersten Runde knapp in drei Sätzen an Anhelina Kalinina. Bei den Samsung Open 2019 gewann sie die erste Runde der Qualifikation gegen Ekaterine Gorgodse, scheiterte dann aber in der Qualifikationsrunde an Magdalena Fręch klar mit 4:6 und 0:6. Beim İstanbul Cup 2019 gewann sie ebenfalls ihr Erstrundenmatch der Qualifikation gegen Wiktorija Tomowa, verlor dann aber gegen Weronika Kudermetowa. Bei den Prague Open 2019 scheiterte sie bereits in der ersten Runde der Qualifikation an Warwara Flink. Bei der Qualifikation zu den French Open verlor sie in der ersten Runde gegen Ljudmila Samsonowa knapp in drei Sätzen.

## Turniersiege

### Einzel
| Nr. | Datum             | Turnier                  | Kategorie   | Belag        | Finalgegnerin      | Ergebnis      |
| --- | ----------------- | ------------------------ | ----------- | ------------ | ------------------ | ------------- |
| 1.  | 16. Mai 2009      | Caserta                  | ITF $10.000 | Sand         | Martina Gledacheva | 7:67, 6:1     |
| 2.  | 15. November 2009 | Mallorca                 | ITF $10.000 | Sand         | Laura Pous Tió     | 6:3, 6:3      |
| 3.  | 21. Februar 2016  | Palmanova                | ITF $10.000 | Sand         | Melanie Stokke     | 7:65, 6:2     |
| 4.  | 27. März 2016     | Le Havre                 | ITF $10.000 | Sand (Halle) | Sofie Oyen         | 6:3, 6:0      |
| 5.  | 2. Juli 2017      | Lund                     | ITF $25.000 | Sand         | Ágnes Bukta        | 6:4, 2:6, 6:2 |
| 6.  | 12. Mai 2018      | Rom                      | ITF $25.000 | Sand         | Fanny Stollár      | 7:5, 7:64     |
| 7.  | 14. Oktober 2018  | Santa Margherita di Pula | ITF $25.000 | Sand         | Gabriela Cé        | 6:4, 6:3      |

### Doppel
| Nr. | Datum            | Turnier                  | Kategorie   | Belag | Partnerin              | Finalgegnerinnen                         | Ergebnis         |
| --- | ---------------- | ------------------------ | ----------- | ----- | ---------------------- | ---------------------------------------- | ---------------- |
| 1.  | 28. Juni 2013    | Rom                      | ITF $10.000 | Sand  | Bianca Hîncu           | Claudia Giovine Jasmine Paolini          | 6:1, 6:3         |
| 2.  | 26. Juli 2015    | Rom                      | ITF $10.000 | Sand  | Anna-Giulia Remondina  | Giulia Carbonaro Federica Spazzacampagna | 4:6, 6:2, [10:3] |
| 3.  | 3. Oktober 2015  | Santa Margherita di Pula | ITF $10.000 | Sand  | Alice Balducci         | Corinna Dentoni Anastasia Grymalska      | kampflos         |
| 4.  | 5. November 2015 | Santa Margherita di Pula | ITF $10.000 | Sand  | Anastasia Grymalska    | Federica Bilardo Olesya Perwuschina      | 6:2, 6:4         |
| 5.  | 26. Februar 2016 | Palmanova                | ITF $10.000 | Sand  | Giorgia Marchetti      | Yuliana Lizarazo Miriana Tona            | 6:2, 6:4         |
| 6.  | 18. Mai 2019     | Saint-Gaudens            | ITF $60.000 | Sand  | Giulia Gatto-Monticone | Anna Kalinskaja Sofja Lansere            | 6:1, 6:1         |